# Литература Израиля
Литература Израиля — литература, написанная израильтянами в Государстве Израиль. Большинство работ написаны на иврите, в то же время некоторые израильские авторы пишут на идиш, английском, арабском и русском языках. Литература на арабском языке, написанная в Израиле, часто классифицируется как палестинская литература. Израиль является вторым государством в мире, после США, по печатанию и продаже новой литературы.

## Литература на иврите
Основы современной израильской литературы были заложены группой эмигрантов из Второй алии в их числе Агнон, Шмуэль Йосеф, Дави́д Шимо́ни и Яков Фихман. До Первой мировой войны еврейская литература была сосредоточена в Восточной Европе. После войны и революции в России многие писатели, писавшие на иврите, уехали в Палестину. В 1921 году 70 писателей встретились в Тель-Авиве и основали Ассоциацию ивритских писателей. В 1920 и 1930-е годы Палестина стала доминирующим центром литературы на иврите. Большинство пионеров ивритской литературы были сионистами. Великие деятели XX века — Ахад ха-Ам и Саул Черниховский — провели свои последние годы в Тель-Авиве, и хотя это был не самый важный период их творчества, они оказали большое влияние на молодых ивритских писателей .
Для следующего поколения писателей в центре внимания был Израиль, даже когда они писали о других странах мира. Среди выдающихся имен: Ури-Цви Гринберг и Авраам Шлёнский.
Третье поколение писателей появилось примерно во время Войны за независимость Израиля. Ключевые фигуры: Самех Изхар, Моше Шамир, Хаим Гури и Биньямин Таммуз. Они были сабрами или были привезены в страну в раннем возрасте. Сильное влияние теперь шло в Израиль из других стран, особенно западных. Группа под названием «Хананеи» даже пыталась отрицать связь между израильтянами и евреями из других стран.
Следующее поколение 1960-х годов (Авраам Б. Иегошуа, Амос Оз, Натан Йонатан, Йорам Канюк) стремились занять место для израильской культуры в мире и подчеркнуть уникальные аспекты еврейской жизни в Израиле.
Писатели следующего поколения родились в 1960-е и 1970-е годы и дебютировали в 1980-е и 1990-е годы. Они рассматривали основные вопросы еврейско-израильского существования.

## Литература на идиш
Помимо писателей на иврите, в Израиле существует также значительная творческая активность и на других языках, в частности на идиш. До Второй мировой войны основные центры издательства литературы на идиш были в Варшаве, Москве и Нью-Йорке, а в Палестине культивировалась определённая враждебность по отношению к языку идиш, так как считалось, что он может помешать возрождению иврита. Однако после Второй мировой войны отношение к идиш несколько изменилось: европейские центры языка были уничтожены во время Катастрофы, а в Нью-Йорке интерес к идиш пошёл на убыль. После Второй мировой войны некоторые из идишских писателей переселились в Израиль, и отношения между языками стали несколько более дружественными.
Среди известных писателей на идиш были Давид Пински, Шолом Аш, Авром Суцкевер, Иосиф Керлер.
Основные темы произведений на идиш в Израиле посвящены Холокосту (ведущий писатель Ехиель Динур) и жизни иммигрантов.

## Публикация книг в Израиле
По закону Израиля, Национальная библиотека при Еврейском университете в Иерусалиме безвозмездно получает по две копии каждой книги, изданной в Израиле. В 2004 году представители университета сообщили, что они получили 6436 новых книг. В 2006 году 85% из 8000 книг, направленных в библиотеку, были на иврите. Почти 8% книг, выпущенных в 2004 году, были книгами для детей и ещё 4% были учебниками. По типу издательства, книги: 55% коммерческих, 14% самиздатовских, 10% правительственных, 7% образовательных и 14% опубликованных другими типами организаций.

## Известные писатели Израиля
- Рахель (Блувштейн)
- Леа Гольдберг
- Шмуэль Йосеф Агнон
- Амос Оз
- Эфраим Кишон
- Иехуда Амихай
- Авраам Б. Иегошуа
- Меир Шалев
- Давид Гроссман
- Этгар Керет
- Ирит Линур

## Детские писатели
- Мириям Ялан-Штеклис
- Ури Орлев
- Йехонатан Гефен

## Русско-израильская литература
Литература, создаваемая в Израиле на русском языке, очень разнообразна по жанрам, мировоззрению, читательской аудитории. Среди ярких имен: Яков Цигельман, Юлия Винер, Анри Волохонский, Эфраим Севела, Михаил Генделев, Дина Рубина, Эли Люксембург, Даниэль Клугер, Нелли Воскобойник, Денис Новиков, Елена Минкина-Тайчер, Нина Воронель, Иличевский, Маркиш Давид, Михаил Юдсон, Шехтер Яков.